# Тираспольская и Дубоссарская епархия
Тира́спольская и Дубосса́рская епархия (рум. Eparhia de Tiraspol și Dubǎsari) — епархия с центром в городе Тирасполе, входящая в состав Православной церкви Молдовы. Объединяет канонические структуры Молдавской митрополии на территории Приднестровской Молдавской Республики (ПМР). Кафедральный храм — собор Рождества Христова в Тирасполе. Епархия разделена на 7 благочиннических округов.
Кицканский монастырь, находясь на территории ПМР, тем не менее, входит в состав Кишинёвской епархии.

## История

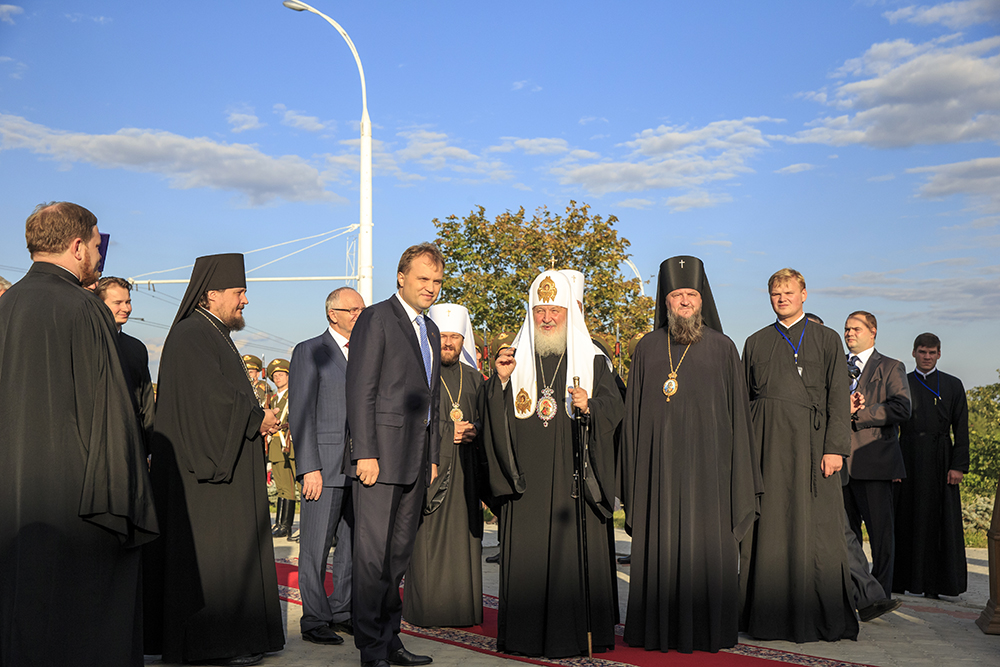
Патриарх Московский и всея Руси Кирилл в Приднестровской Молдавской Республике

В 1921 году образуется Тираспольское викариатство Херсоно-Одесской епархии, во главе с епископом Алексием (Баженовым). 3 июля 1948 года архипастырем на Тираспольскую кафедру был назначен епископ Нектарий (Григорьев). Находясь в Тирасполе, он управлял и всей Кишиневско-Молдавской епархией, в которую вошли все оставшиеся приходы Приднестровья.
2 сентября 1990 года было создано Бендерское викариатство [викарный епископ Викентий (Морарь)], куда вошла также левобережная часть Молдавии. 18 июля 1995 года создано Дубоссарское викариатство Молдавской митрополии, которое в 1998 году преобразовали в Тираспольско-Дубоссарскую епархию, включавшую 27 приходов, в которых несли службу 35 священников. К 2000-летию Рождества Христова в Тирасполе возведен православный комплекс: кафедральный собор Рождества Христова, приходской дом с трапезной и библиотекой, епархиальное управление. В 2002 году епархия объединяла 75 приходов, в которых служили 100 священнослужителей. В 2010 году в епархии было уже 86 церквей и молитвенных домов, 112 священнослужителей.
8 сентября 2013 года епархия принимала патриарха Московского и всея Руси Кирилла, который с двухдневным визитом посетил Приднестровье. Патриарха сопровождала многочисленная делегация: митрополит Кишинёвский и всея Молдовы Владимир, председатель отдела внешних церковных связей Московского патриархата митрополит Волоколамский Иларион, руководитель административного секретариата Московской патриархии епископ Солнечногорский Сергий (Чашин), председатель отдела по взаимоотношениям Церкви и общества протоиерей Всеволод Чаплин, посол России в Республике Молдова Фарит Мухаметшин.
В настоящее время в епархии имеется 7 благочиний (Центральное (Тирасполь), Бендерское, Слободзейское, Григориопольское, Дубоссарское, Рыбницкое и Каменское), более 120 храмов и часовен. Действуют три монастыря: мужской — Пророка и Крестителя Господня Иоанна Предтечи (Рыбницкий район), женские — Свято-Введенско-Пахомиев (Тирасполь) и святых первоверховных апостолов Петра и Павла (Бендеры).

## Епископы

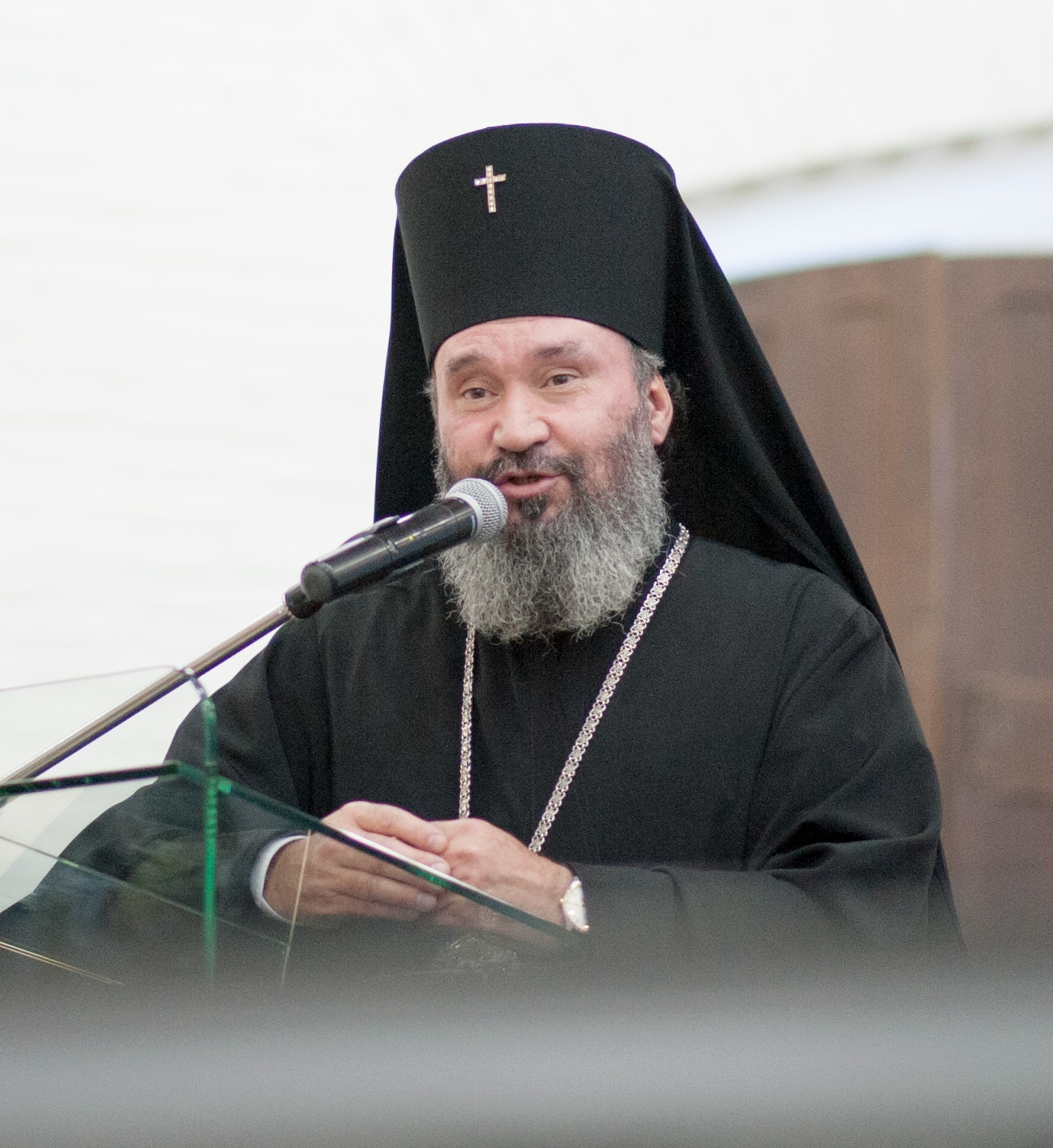
Архиепископ Юстиниан

Тираспольское викариатство Херсонской епархии
- Алексий (Баженов) (16 февраля 1921 — май 1922)

Тираспольское викариатство Кишинёвской епархии
- Нектарий (Григорьев) (3 июня 1948 — 7 июня 1949)
- Викентий (Морарь) (2 сентября 1990 — 18 июля 1995)
- Юстиниан (Овчинников) (1 сентября 1995 — 6 октября 1998)

Тираспольская епархия
- Юстиниан (Овчинников) (6 октября 1998 — 5 марта 2010)
- Савва (Волков) (с 5 марта 2010)

## Приходы

### Центральное благочиние

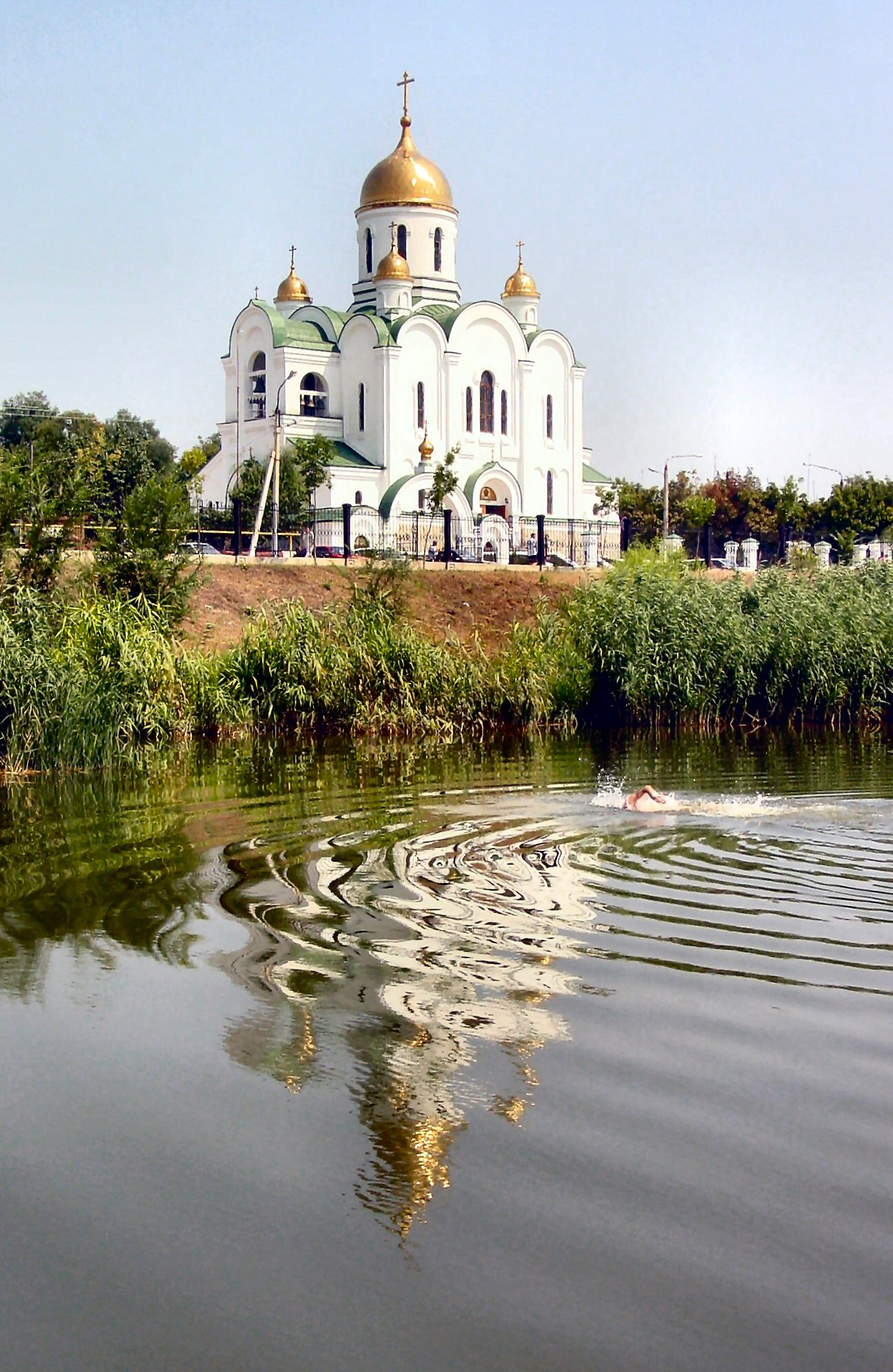
Кафедральный собор Рождества Христова

Объединяет 6 храмов, 3 подворья и общину в городах Тирасполь и Днестровск, а также в селе Кременчуг.
Благочинный — архимандрит Василий (Карпов).
Тирасполь
- Кафедральный собор Рождества Христова;
- Церковь Покрова Пресвятой Богородицы;
- Церковь святителя Николая Чудотворца;
- Церковь Благовещения Пресвятой Богородицы;
- Храм Воздвижения Креста Господня;
- Храм-часовня в честь святого благоверного князя Ярослава Мудрого;
- Архиерейское подворье святого апостола Андрея Первозванного;
- Университетский храм святой Татианы[5][6][7]
- Введенско-Пахомиево архиерейское подворье;
- Храм новомучеников и исповедников Церкви Русской.

Днестровск
- Церковь святых равноапостольных Кирилла и Мефодия;
- Молитвенный дом пророка Божия Илии.

Кременчуг:
- Архиерейское подворье святых мучениц Веры, Надежды, Любови и матери их Софии.

### Бендерское благочиние

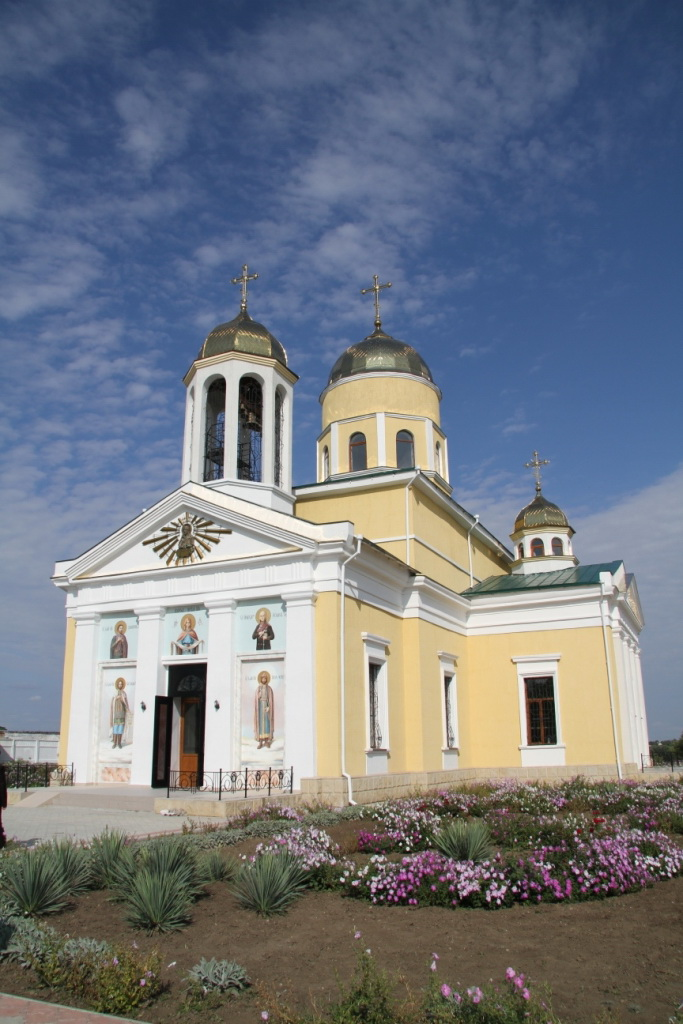
Храм святого благоверного князя Александра Невского

Объединяет 6 храмов, 2 прихода, монастырь и общину в городе Бендеры и в сёлах Гыска и Протягайловка.
Благочинный — протоиерей Валерий Лознян.
Бендеры
- Преображенский кафедральный собор;
- Церковь в честь иконы Божией Матери «Знамение»;
- Церковь праведных Богоотца Иоакима и Анны;
- Храм святого благоверного князя Александра Невского;
- Церковь-часовня в честь Образа Спаса Нерукотворного;
- Женский монастырь святых первоверховных апостолов Петра и Павла;
- Община во имя святого великомученика Георгия Победоносца;
- Церковь преподобного Сергия Радонежского[8];
- Часовни в честь Царственных страстотерпцев.

Гыска
- Церковь Рождества Пресвятой Богородицы.

Протягайловка
- Молитвенный дом блаженного Андрея, Христа ради юродивого.

### Дубоссарское благочиние
Объединяет 4 храма, общину, подворье и 5 приходов в городе Дубоссары и в 7 сёлах Дубоссарского района.
Благочинный — протоиерей Георгий Лисовский.
Дубоссары
- Кафедральный собор Всех святых;
- Церковь Успения Пресвятой Богородицы;
- Молитвенный дом Покрова Пресвятой Богородицы.

Дубово
- Церковь Рождества Божией Матери.

Роги
- Архиерейское подворье Покрова Пресвятой Богородицы.

Цыбулевка
- Молитвенный дом Архангела Михаила.

Дойбаны
- Церковь чуда Архангела Михаила в Хонех.

Гоян
- Молитвенный дом святого апостола Иоанна Богослова.

Дзержинское
- Молитвенный дом Покрова Пресвятой Богородицы.

Красный Виноградарь
- Община святого великомученика Димитрия Солунского.

Ново-Комиссаровка
- Молитвенный дом Зачатия Иоанна Крестителя.

### Слободзейское благочиние
Объединяет 10 храмов, 4 прихода, подворье и общину в городе Слободзея, пгт Первомайск и Красное (Приднестровье) и в 12 сельских населённых пунктах в Слободзейском районе.
Благочинный — протоиерей Андрей Данилеску.
- Церковь Архангела Михаила (Слободзея);
- Церковь Успения Пресвятой Богородицы (Слободзея);
- Молитвенный дом Архангела Михаила (Первомайск);
- Молитвенный дом Святой Троицы (Красное);
- Архиерейское подворье преподобного Серафима Саровского (Ближний Хутор);
- Церковь святого апостола Иоанна Богослова (Глиное);
- Церковь Казанской иконы Божией Матери (Карагаш);
- Молитвенный дом Покрова Пресвятой Богородицы (Константиновка);
- Церковь святого апостола Иоанна Богослова (Владимировка);
- Церковь Покрова Пресвятой Богородицы (Коротное);
- Молитвенный дом Успения Пресвятой Богородицы (Незавертайловка)
- Церковь Архангела Михаила (Парканы);
- Церковь святого великомученика Димитрия Солунского (Суклея);
- Церковь преподобной Параскевы Сербской (Терновка);
- Община Казанской иконы Божией Матери (Фрунзе);
- Церковь Покрова Пресвятой Богородицы (Чобручи).

## Соборы
- Преображенский собор (Бендеры) — старейший кафедральный собор Приднестровья
- Собор Рождества Христова (Тирасполь)
- Собор Архангела Михаила (Рыбница)
- Кафедральный собор Всех святых (Дубоссары)

## Монастыри

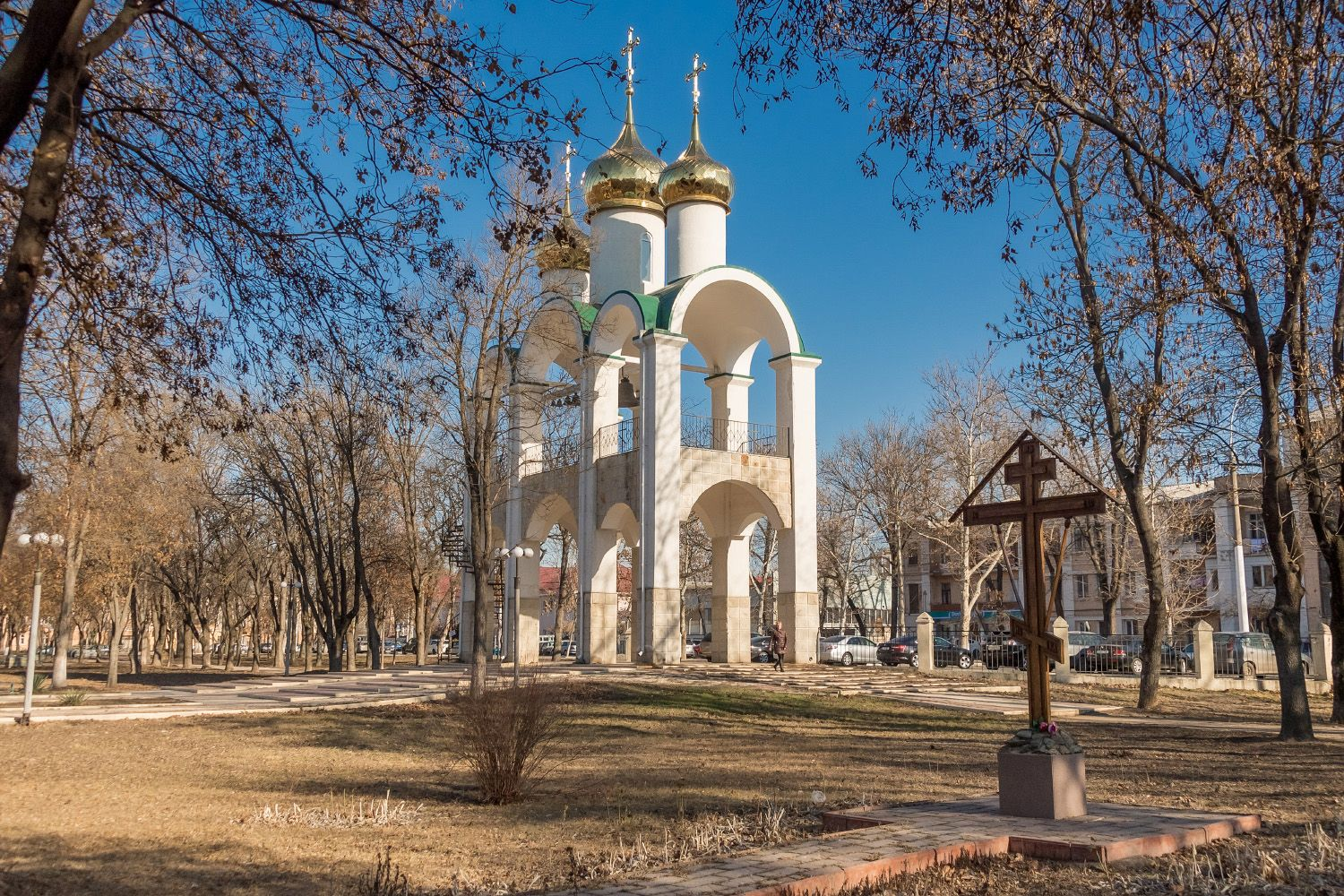
Надвратная звонница Свято-Введенского Пахомиева женского монастыря (Тирасполь)

- Мужской монастырь в честь Пророка, Предтечи и Крестителя Господня Иоанна, урочище Калагур
- Женский монастырь святых первоверховных апостолов Петра и Павла
- Свято-Введенско-Пахомиев женский монастырь (Тирасполь)[10][11]

## Награды епархии
- Медаль Архангела Михаила I степени
- Медаль Покрова Божьей Матери[12]
- Памятный епархиальный знак преподобномученика архимандрита Германа Тираспольского[13]

## Печатные издания
С 1998 года по 2014 год издавалась газета «Православное Приднестровье», как в печатном, так и в электронном виде. В 2019 году был возобновлен выпуск газеты в печатном виде и на сайте епархии в электронном виде.

## Учебные заведения
26 февраля 2019 года упразднено духовное училище, находившееся в городе Бендеры.

## В филателии

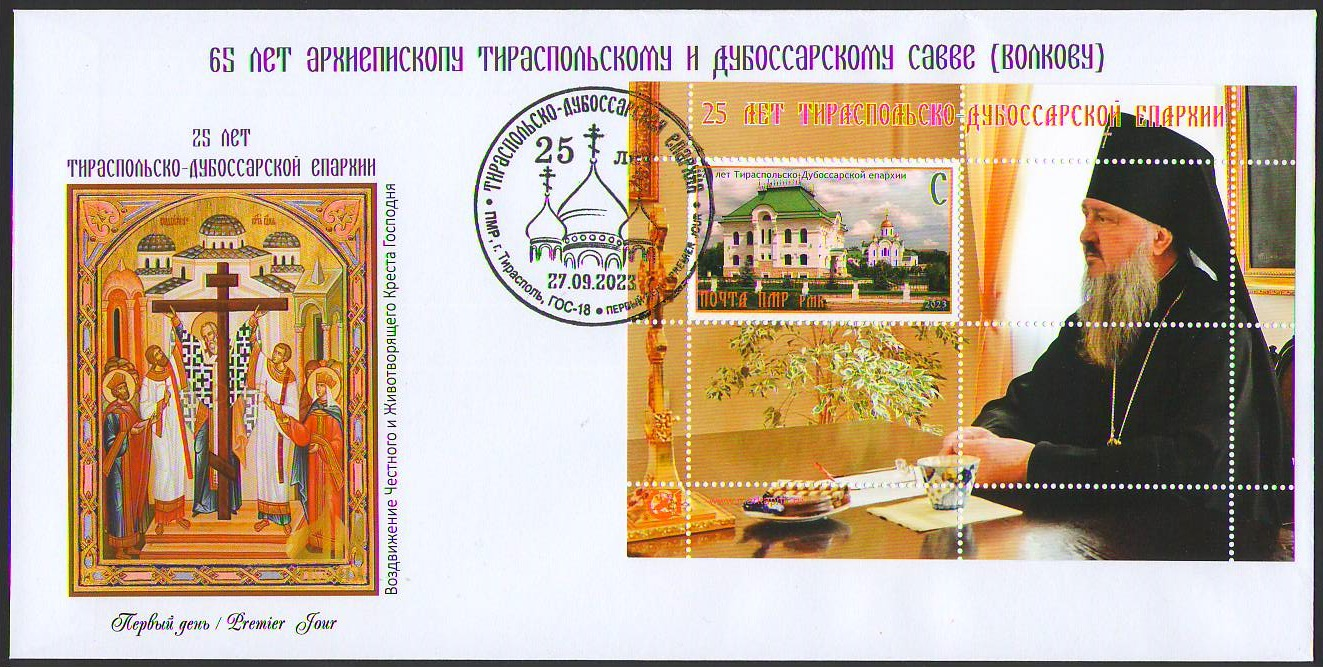
Конверт первого дня «25 лет Тираспольско-Дубоссарской епархии»

В 2015 году была выпущена серия марок «Православные храмы Приднестровья», посвященная 20-летию Тираспольской и Дубоссарской епархии.
27 сентября 2023 года прошло спецгашение почтовых марок и конверта первого дня, входящих в памятный почтовый блок «25 лет Тираспольско-Дубоссарской епархии». Тираж 700 экземпляров.

## В нумизматике
2 октября 2023 года Приднестровский республиканский банк ввёл в обращение памятную серебряную монету «25 лет Тираспольско-Дубоссарской епархии» номиналом 10 рублей. Тираж 100 штук.

## Государственные награды
- Орден Почёта (ПМР) (2023)[24][25]